# Aline Weber
Aline Cleusa Weber (22 de marzo de 1989) es una modelo brasileña.

## Vida y carrera
Es de ascendencia alemana.
Weber fue descubierta cuando un fotógrafo le tomó fotos y las mandó a agencias en Sao Paulo.
El debut de Weber en la escena internacional de la moda fue en primavera de 2006 en los eventos de la New York Fashion Week. Desfiló para Tommy Hilfiger y Jenni Kayne. También desfiló en París. Su primer catálogo lo hizo en Brasil. Hizo las ediciones brasileñas de Vogue y Marie Claire. Abrió los eventos de Shiatzy Chen, Daks, Balenciaga, y Requiem. Desfilando también para Calvin Klein, Marc Jacobs, y Proenza Schouler.
Weber ha desfilando en la pasarela internacional muchas veces, y para Balenciaga, Narciso Rodríguez, y Calvin Klein.
Su trabajo en las revistas ha vuelto a Weber famosa, apareciendo en ediciones de Vogue, Harper's Bazaar, y i-D.
El rostro de Weber ha figurado en campañas de D&G, M for Missoni, H&M Divided, y Moschino Cheap and Chic.
Weber apareció en la película de Tom Ford, A Single Man haciendo el papel de una estudiante llamada Lois.